# Max Ackermann
Max Ackermann (Berlijn, 5 oktober 1887 - Unterlengenhardt, 14 november 1975) was een Duits kunstschilder en lithograaf.
Ackermann volgde zijn opleiding in Weimar bij Henry Van de Velde, in  Dresden, München (bij Franz von Stuck) en in Stuttgart (van 1906 tot 1912, bij Adolf Hölzel). Tijdens de Eerste Wereldoorlog vocht hij van 1915 tot 1917 als soldaat mee. 
In 1924 hield hij zijn eerste eigen tentoonstelling en in 1928 stelde hij zijn werk in Stuttgart tentoon samen met Wassily Kandinsky en George Grosz. Vanaf 1928 wijdde Ackermann zich aan de absolute schilderkunst en in 1930 stichtte hij in Stuttgart een instituut voor absolute schilderkunst aan de Stuttgarter Volkshochschule. Er werd hem door de Nationaalsocialistische Duitse Arbeiderspartij een doceerverbod opgelegd in 1936, maar hij bleef voor zichzelf schilderen.
Na de Tweede Wereldoorlog nam hij deel aan verscheidene tentoonstellingen voor moderne kunst (bijvoorbeeld de tentoonstelling in Überlingen aan het Bodenmeer in 1945 of de tentoonstelling Kunst in Deutschland 1930-1949 in Zürich in 1949). In 1946 kreeg hij zijn leraarsbetrekking aan de Stuttgarter Volkshochschule weer terug. In 1957 werd hij door het Land Baden-Württemberg onderscheiden met de titel professor.
Op het einde van zijn leven, in 1974, trouwde hij met Johanna Strathomeyer. Een jaar later, op 14 november 1975, overleed hij in Unterlengenhardt (in het Zwarte Woud).